# 异艾氏剂
异艾氏剂（Isodrin）是一种有机氯化合物，六氯环戊二烯类杀虫剂，和艾氏剂为同分异构体，可由1,2,3,4,7,7-六氯降冰片二烯与环戊二烯通过狄尔斯–阿尔德反应生成，在生物体内可代谢为异狄氏剂，在欧盟和瑞士禁止使用。